# Подрыв центра
Подры́в це́нтра — стратегический приём в шахматной партии, применяемый с целью
ослабления или разрушения неприятельского центра. Встречается во всех стадиях шахматной партии.
|   | a | b | c | d | e | f | g | h |   |
| - | --- | --- | --- | --- | --- | --- | --- | --- | - |
| 8 | e8 чёрная ладья · d7 чёрная ладья · e7 чёрный конь · f7 чёрный слон · g7 чёрный король · b6 чёрная пешка · c6 чёрная пешка · f6 чёрная пешка · g6 чёрный конь · a5 чёрная пешка · g5 чёрная пешка · a4 белая пешка · d4 белая пешка · e4 белая пешка · g4 белая пешка · h4 чёрная пешка · b3 белая пешка · e3 белый конь · h3 белая пешка · c2 белый слон · d2 белая ладья · f2 белый король · g2 белый конь · c1 белая ладья | e8 чёрная ладья · d7 чёрная ладья · e7 чёрный конь · f7 чёрный слон · g7 чёрный король · b6 чёрная пешка · c6 чёрная пешка · f6 чёрная пешка · g6 чёрный конь · a5 чёрная пешка · g5 чёрная пешка · a4 белая пешка · d4 белая пешка · e4 белая пешка · g4 белая пешка · h4 чёрная пешка · b3 белая пешка · e3 белый конь · h3 белая пешка · c2 белый слон · d2 белая ладья · f2 белый король · g2 белый конь · c1 белая ладья | e8 чёрная ладья · d7 чёрная ладья · e7 чёрный конь · f7 чёрный слон · g7 чёрный король · b6 чёрная пешка · c6 чёрная пешка · f6 чёрная пешка · g6 чёрный конь · a5 чёрная пешка · g5 чёрная пешка · a4 белая пешка · d4 белая пешка · e4 белая пешка · g4 белая пешка · h4 чёрная пешка · b3 белая пешка · e3 белый конь · h3 белая пешка · c2 белый слон · d2 белая ладья · f2 белый король · g2 белый конь · c1 белая ладья | e8 чёрная ладья · d7 чёрная ладья · e7 чёрный конь · f7 чёрный слон · g7 чёрный король · b6 чёрная пешка · c6 чёрная пешка · f6 чёрная пешка · g6 чёрный конь · a5 чёрная пешка · g5 чёрная пешка · a4 белая пешка · d4 белая пешка · e4 белая пешка · g4 белая пешка · h4 чёрная пешка · b3 белая пешка · e3 белый конь · h3 белая пешка · c2 белый слон · d2 белая ладья · f2 белый король · g2 белый конь · c1 белая ладья | e8 чёрная ладья · d7 чёрная ладья · e7 чёрный конь · f7 чёрный слон · g7 чёрный король · b6 чёрная пешка · c6 чёрная пешка · f6 чёрная пешка · g6 чёрный конь · a5 чёрная пешка · g5 чёрная пешка · a4 белая пешка · d4 белая пешка · e4 белая пешка · g4 белая пешка · h4 чёрная пешка · b3 белая пешка · e3 белый конь · h3 белая пешка · c2 белый слон · d2 белая ладья · f2 белый король · g2 белый конь · c1 белая ладья | e8 чёрная ладья · d7 чёрная ладья · e7 чёрный конь · f7 чёрный слон · g7 чёрный король · b6 чёрная пешка · c6 чёрная пешка · f6 чёрная пешка · g6 чёрный конь · a5 чёрная пешка · g5 чёрная пешка · a4 белая пешка · d4 белая пешка · e4 белая пешка · g4 белая пешка · h4 чёрная пешка · b3 белая пешка · e3 белый конь · h3 белая пешка · c2 белый слон · d2 белая ладья · f2 белый король · g2 белый конь · c1 белая ладья | e8 чёрная ладья · d7 чёрная ладья · e7 чёрный конь · f7 чёрный слон · g7 чёрный король · b6 чёрная пешка · c6 чёрная пешка · f6 чёрная пешка · g6 чёрный конь · a5 чёрная пешка · g5 чёрная пешка · a4 белая пешка · d4 белая пешка · e4 белая пешка · g4 белая пешка · h4 чёрная пешка · b3 белая пешка · e3 белый конь · h3 белая пешка · c2 белый слон · d2 белая ладья · f2 белый король · g2 белый конь · c1 белая ладья | e8 чёрная ладья · d7 чёрная ладья · e7 чёрный конь · f7 чёрный слон · g7 чёрный король · b6 чёрная пешка · c6 чёрная пешка · f6 чёрная пешка · g6 чёрный конь · a5 чёрная пешка · g5 чёрная пешка · a4 белая пешка · d4 белая пешка · e4 белая пешка · g4 белая пешка · h4 чёрная пешка · b3 белая пешка · e3 белый конь · h3 белая пешка · c2 белый слон · d2 белая ладья · f2 белый король · g2 белый конь · c1 белая ладья | 8 |
| 7 | e8 чёрная ладья · d7 чёрная ладья · e7 чёрный конь · f7 чёрный слон · g7 чёрный король · b6 чёрная пешка · c6 чёрная пешка · f6 чёрная пешка · g6 чёрный конь · a5 чёрная пешка · g5 чёрная пешка · a4 белая пешка · d4 белая пешка · e4 белая пешка · g4 белая пешка · h4 чёрная пешка · b3 белая пешка · e3 белый конь · h3 белая пешка · c2 белый слон · d2 белая ладья · f2 белый король · g2 белый конь · c1 белая ладья | e8 чёрная ладья · d7 чёрная ладья · e7 чёрный конь · f7 чёрный слон · g7 чёрный король · b6 чёрная пешка · c6 чёрная пешка · f6 чёрная пешка · g6 чёрный конь · a5 чёрная пешка · g5 чёрная пешка · a4 белая пешка · d4 белая пешка · e4 белая пешка · g4 белая пешка · h4 чёрная пешка · b3 белая пешка · e3 белый конь · h3 белая пешка · c2 белый слон · d2 белая ладья · f2 белый король · g2 белый конь · c1 белая ладья | e8 чёрная ладья · d7 чёрная ладья · e7 чёрный конь · f7 чёрный слон · g7 чёрный король · b6 чёрная пешка · c6 чёрная пешка · f6 чёрная пешка · g6 чёрный конь · a5 чёрная пешка · g5 чёрная пешка · a4 белая пешка · d4 белая пешка · e4 белая пешка · g4 белая пешка · h4 чёрная пешка · b3 белая пешка · e3 белый конь · h3 белая пешка · c2 белый слон · d2 белая ладья · f2 белый король · g2 белый конь · c1 белая ладья | e8 чёрная ладья · d7 чёрная ладья · e7 чёрный конь · f7 чёрный слон · g7 чёрный король · b6 чёрная пешка · c6 чёрная пешка · f6 чёрная пешка · g6 чёрный конь · a5 чёрная пешка · g5 чёрная пешка · a4 белая пешка · d4 белая пешка · e4 белая пешка · g4 белая пешка · h4 чёрная пешка · b3 белая пешка · e3 белый конь · h3 белая пешка · c2 белый слон · d2 белая ладья · f2 белый король · g2 белый конь · c1 белая ладья | e8 чёрная ладья · d7 чёрная ладья · e7 чёрный конь · f7 чёрный слон · g7 чёрный король · b6 чёрная пешка · c6 чёрная пешка · f6 чёрная пешка · g6 чёрный конь · a5 чёрная пешка · g5 чёрная пешка · a4 белая пешка · d4 белая пешка · e4 белая пешка · g4 белая пешка · h4 чёрная пешка · b3 белая пешка · e3 белый конь · h3 белая пешка · c2 белый слон · d2 белая ладья · f2 белый король · g2 белый конь · c1 белая ладья | e8 чёрная ладья · d7 чёрная ладья · e7 чёрный конь · f7 чёрный слон · g7 чёрный король · b6 чёрная пешка · c6 чёрная пешка · f6 чёрная пешка · g6 чёрный конь · a5 чёрная пешка · g5 чёрная пешка · a4 белая пешка · d4 белая пешка · e4 белая пешка · g4 белая пешка · h4 чёрная пешка · b3 белая пешка · e3 белый конь · h3 белая пешка · c2 белый слон · d2 белая ладья · f2 белый король · g2 белый конь · c1 белая ладья | e8 чёрная ладья · d7 чёрная ладья · e7 чёрный конь · f7 чёрный слон · g7 чёрный король · b6 чёрная пешка · c6 чёрная пешка · f6 чёрная пешка · g6 чёрный конь · a5 чёрная пешка · g5 чёрная пешка · a4 белая пешка · d4 белая пешка · e4 белая пешка · g4 белая пешка · h4 чёрная пешка · b3 белая пешка · e3 белый конь · h3 белая пешка · c2 белый слон · d2 белая ладья · f2 белый король · g2 белый конь · c1 белая ладья | e8 чёрная ладья · d7 чёрная ладья · e7 чёрный конь · f7 чёрный слон · g7 чёрный король · b6 чёрная пешка · c6 чёрная пешка · f6 чёрная пешка · g6 чёрный конь · a5 чёрная пешка · g5 чёрная пешка · a4 белая пешка · d4 белая пешка · e4 белая пешка · g4 белая пешка · h4 чёрная пешка · b3 белая пешка · e3 белый конь · h3 белая пешка · c2 белый слон · d2 белая ладья · f2 белый король · g2 белый конь · c1 белая ладья | 7 |
| 6 | e8 чёрная ладья · d7 чёрная ладья · e7 чёрный конь · f7 чёрный слон · g7 чёрный король · b6 чёрная пешка · c6 чёрная пешка · f6 чёрная пешка · g6 чёрный конь · a5 чёрная пешка · g5 чёрная пешка · a4 белая пешка · d4 белая пешка · e4 белая пешка · g4 белая пешка · h4 чёрная пешка · b3 белая пешка · e3 белый конь · h3 белая пешка · c2 белый слон · d2 белая ладья · f2 белый король · g2 белый конь · c1 белая ладья | e8 чёрная ладья · d7 чёрная ладья · e7 чёрный конь · f7 чёрный слон · g7 чёрный король · b6 чёрная пешка · c6 чёрная пешка · f6 чёрная пешка · g6 чёрный конь · a5 чёрная пешка · g5 чёрная пешка · a4 белая пешка · d4 белая пешка · e4 белая пешка · g4 белая пешка · h4 чёрная пешка · b3 белая пешка · e3 белый конь · h3 белая пешка · c2 белый слон · d2 белая ладья · f2 белый король · g2 белый конь · c1 белая ладья | e8 чёрная ладья · d7 чёрная ладья · e7 чёрный конь · f7 чёрный слон · g7 чёрный король · b6 чёрная пешка · c6 чёрная пешка · f6 чёрная пешка · g6 чёрный конь · a5 чёрная пешка · g5 чёрная пешка · a4 белая пешка · d4 белая пешка · e4 белая пешка · g4 белая пешка · h4 чёрная пешка · b3 белая пешка · e3 белый конь · h3 белая пешка · c2 белый слон · d2 белая ладья · f2 белый король · g2 белый конь · c1 белая ладья | e8 чёрная ладья · d7 чёрная ладья · e7 чёрный конь · f7 чёрный слон · g7 чёрный король · b6 чёрная пешка · c6 чёрная пешка · f6 чёрная пешка · g6 чёрный конь · a5 чёрная пешка · g5 чёрная пешка · a4 белая пешка · d4 белая пешка · e4 белая пешка · g4 белая пешка · h4 чёрная пешка · b3 белая пешка · e3 белый конь · h3 белая пешка · c2 белый слон · d2 белая ладья · f2 белый король · g2 белый конь · c1 белая ладья | e8 чёрная ладья · d7 чёрная ладья · e7 чёрный конь · f7 чёрный слон · g7 чёрный король · b6 чёрная пешка · c6 чёрная пешка · f6 чёрная пешка · g6 чёрный конь · a5 чёрная пешка · g5 чёрная пешка · a4 белая пешка · d4 белая пешка · e4 белая пешка · g4 белая пешка · h4 чёрная пешка · b3 белая пешка · e3 белый конь · h3 белая пешка · c2 белый слон · d2 белая ладья · f2 белый король · g2 белый конь · c1 белая ладья | e8 чёрная ладья · d7 чёрная ладья · e7 чёрный конь · f7 чёрный слон · g7 чёрный король · b6 чёрная пешка · c6 чёрная пешка · f6 чёрная пешка · g6 чёрный конь · a5 чёрная пешка · g5 чёрная пешка · a4 белая пешка · d4 белая пешка · e4 белая пешка · g4 белая пешка · h4 чёрная пешка · b3 белая пешка · e3 белый конь · h3 белая пешка · c2 белый слон · d2 белая ладья · f2 белый король · g2 белый конь · c1 белая ладья | e8 чёрная ладья · d7 чёрная ладья · e7 чёрный конь · f7 чёрный слон · g7 чёрный король · b6 чёрная пешка · c6 чёрная пешка · f6 чёрная пешка · g6 чёрный конь · a5 чёрная пешка · g5 чёрная пешка · a4 белая пешка · d4 белая пешка · e4 белая пешка · g4 белая пешка · h4 чёрная пешка · b3 белая пешка · e3 белый конь · h3 белая пешка · c2 белый слон · d2 белая ладья · f2 белый король · g2 белый конь · c1 белая ладья | e8 чёрная ладья · d7 чёрная ладья · e7 чёрный конь · f7 чёрный слон · g7 чёрный король · b6 чёрная пешка · c6 чёрная пешка · f6 чёрная пешка · g6 чёрный конь · a5 чёрная пешка · g5 чёрная пешка · a4 белая пешка · d4 белая пешка · e4 белая пешка · g4 белая пешка · h4 чёрная пешка · b3 белая пешка · e3 белый конь · h3 белая пешка · c2 белый слон · d2 белая ладья · f2 белый король · g2 белый конь · c1 белая ладья | 6 |
| 5 | e8 чёрная ладья · d7 чёрная ладья · e7 чёрный конь · f7 чёрный слон · g7 чёрный король · b6 чёрная пешка · c6 чёрная пешка · f6 чёрная пешка · g6 чёрный конь · a5 чёрная пешка · g5 чёрная пешка · a4 белая пешка · d4 белая пешка · e4 белая пешка · g4 белая пешка · h4 чёрная пешка · b3 белая пешка · e3 белый конь · h3 белая пешка · c2 белый слон · d2 белая ладья · f2 белый король · g2 белый конь · c1 белая ладья | e8 чёрная ладья · d7 чёрная ладья · e7 чёрный конь · f7 чёрный слон · g7 чёрный король · b6 чёрная пешка · c6 чёрная пешка · f6 чёрная пешка · g6 чёрный конь · a5 чёрная пешка · g5 чёрная пешка · a4 белая пешка · d4 белая пешка · e4 белая пешка · g4 белая пешка · h4 чёрная пешка · b3 белая пешка · e3 белый конь · h3 белая пешка · c2 белый слон · d2 белая ладья · f2 белый король · g2 белый конь · c1 белая ладья | e8 чёрная ладья · d7 чёрная ладья · e7 чёрный конь · f7 чёрный слон · g7 чёрный король · b6 чёрная пешка · c6 чёрная пешка · f6 чёрная пешка · g6 чёрный конь · a5 чёрная пешка · g5 чёрная пешка · a4 белая пешка · d4 белая пешка · e4 белая пешка · g4 белая пешка · h4 чёрная пешка · b3 белая пешка · e3 белый конь · h3 белая пешка · c2 белый слон · d2 белая ладья · f2 белый король · g2 белый конь · c1 белая ладья | e8 чёрная ладья · d7 чёрная ладья · e7 чёрный конь · f7 чёрный слон · g7 чёрный король · b6 чёрная пешка · c6 чёрная пешка · f6 чёрная пешка · g6 чёрный конь · a5 чёрная пешка · g5 чёрная пешка · a4 белая пешка · d4 белая пешка · e4 белая пешка · g4 белая пешка · h4 чёрная пешка · b3 белая пешка · e3 белый конь · h3 белая пешка · c2 белый слон · d2 белая ладья · f2 белый король · g2 белый конь · c1 белая ладья | e8 чёрная ладья · d7 чёрная ладья · e7 чёрный конь · f7 чёрный слон · g7 чёрный король · b6 чёрная пешка · c6 чёрная пешка · f6 чёрная пешка · g6 чёрный конь · a5 чёрная пешка · g5 чёрная пешка · a4 белая пешка · d4 белая пешка · e4 белая пешка · g4 белая пешка · h4 чёрная пешка · b3 белая пешка · e3 белый конь · h3 белая пешка · c2 белый слон · d2 белая ладья · f2 белый король · g2 белый конь · c1 белая ладья | e8 чёрная ладья · d7 чёрная ладья · e7 чёрный конь · f7 чёрный слон · g7 чёрный король · b6 чёрная пешка · c6 чёрная пешка · f6 чёрная пешка · g6 чёрный конь · a5 чёрная пешка · g5 чёрная пешка · a4 белая пешка · d4 белая пешка · e4 белая пешка · g4 белая пешка · h4 чёрная пешка · b3 белая пешка · e3 белый конь · h3 белая пешка · c2 белый слон · d2 белая ладья · f2 белый король · g2 белый конь · c1 белая ладья | e8 чёрная ладья · d7 чёрная ладья · e7 чёрный конь · f7 чёрный слон · g7 чёрный король · b6 чёрная пешка · c6 чёрная пешка · f6 чёрная пешка · g6 чёрный конь · a5 чёрная пешка · g5 чёрная пешка · a4 белая пешка · d4 белая пешка · e4 белая пешка · g4 белая пешка · h4 чёрная пешка · b3 белая пешка · e3 белый конь · h3 белая пешка · c2 белый слон · d2 белая ладья · f2 белый король · g2 белый конь · c1 белая ладья | e8 чёрная ладья · d7 чёрная ладья · e7 чёрный конь · f7 чёрный слон · g7 чёрный король · b6 чёрная пешка · c6 чёрная пешка · f6 чёрная пешка · g6 чёрный конь · a5 чёрная пешка · g5 чёрная пешка · a4 белая пешка · d4 белая пешка · e4 белая пешка · g4 белая пешка · h4 чёрная пешка · b3 белая пешка · e3 белый конь · h3 белая пешка · c2 белый слон · d2 белая ладья · f2 белый король · g2 белый конь · c1 белая ладья | 5 |
| 4 | e8 чёрная ладья · d7 чёрная ладья · e7 чёрный конь · f7 чёрный слон · g7 чёрный король · b6 чёрная пешка · c6 чёрная пешка · f6 чёрная пешка · g6 чёрный конь · a5 чёрная пешка · g5 чёрная пешка · a4 белая пешка · d4 белая пешка · e4 белая пешка · g4 белая пешка · h4 чёрная пешка · b3 белая пешка · e3 белый конь · h3 белая пешка · c2 белый слон · d2 белая ладья · f2 белый король · g2 белый конь · c1 белая ладья | e8 чёрная ладья · d7 чёрная ладья · e7 чёрный конь · f7 чёрный слон · g7 чёрный король · b6 чёрная пешка · c6 чёрная пешка · f6 чёрная пешка · g6 чёрный конь · a5 чёрная пешка · g5 чёрная пешка · a4 белая пешка · d4 белая пешка · e4 белая пешка · g4 белая пешка · h4 чёрная пешка · b3 белая пешка · e3 белый конь · h3 белая пешка · c2 белый слон · d2 белая ладья · f2 белый король · g2 белый конь · c1 белая ладья | e8 чёрная ладья · d7 чёрная ладья · e7 чёрный конь · f7 чёрный слон · g7 чёрный король · b6 чёрная пешка · c6 чёрная пешка · f6 чёрная пешка · g6 чёрный конь · a5 чёрная пешка · g5 чёрная пешка · a4 белая пешка · d4 белая пешка · e4 белая пешка · g4 белая пешка · h4 чёрная пешка · b3 белая пешка · e3 белый конь · h3 белая пешка · c2 белый слон · d2 белая ладья · f2 белый король · g2 белый конь · c1 белая ладья | e8 чёрная ладья · d7 чёрная ладья · e7 чёрный конь · f7 чёрный слон · g7 чёрный король · b6 чёрная пешка · c6 чёрная пешка · f6 чёрная пешка · g6 чёрный конь · a5 чёрная пешка · g5 чёрная пешка · a4 белая пешка · d4 белая пешка · e4 белая пешка · g4 белая пешка · h4 чёрная пешка · b3 белая пешка · e3 белый конь · h3 белая пешка · c2 белый слон · d2 белая ладья · f2 белый король · g2 белый конь · c1 белая ладья | e8 чёрная ладья · d7 чёрная ладья · e7 чёрный конь · f7 чёрный слон · g7 чёрный король · b6 чёрная пешка · c6 чёрная пешка · f6 чёрная пешка · g6 чёрный конь · a5 чёрная пешка · g5 чёрная пешка · a4 белая пешка · d4 белая пешка · e4 белая пешка · g4 белая пешка · h4 чёрная пешка · b3 белая пешка · e3 белый конь · h3 белая пешка · c2 белый слон · d2 белая ладья · f2 белый король · g2 белый конь · c1 белая ладья | e8 чёрная ладья · d7 чёрная ладья · e7 чёрный конь · f7 чёрный слон · g7 чёрный король · b6 чёрная пешка · c6 чёрная пешка · f6 чёрная пешка · g6 чёрный конь · a5 чёрная пешка · g5 чёрная пешка · a4 белая пешка · d4 белая пешка · e4 белая пешка · g4 белая пешка · h4 чёрная пешка · b3 белая пешка · e3 белый конь · h3 белая пешка · c2 белый слон · d2 белая ладья · f2 белый король · g2 белый конь · c1 белая ладья | e8 чёрная ладья · d7 чёрная ладья · e7 чёрный конь · f7 чёрный слон · g7 чёрный король · b6 чёрная пешка · c6 чёрная пешка · f6 чёрная пешка · g6 чёрный конь · a5 чёрная пешка · g5 чёрная пешка · a4 белая пешка · d4 белая пешка · e4 белая пешка · g4 белая пешка · h4 чёрная пешка · b3 белая пешка · e3 белый конь · h3 белая пешка · c2 белый слон · d2 белая ладья · f2 белый король · g2 белый конь · c1 белая ладья | e8 чёрная ладья · d7 чёрная ладья · e7 чёрный конь · f7 чёрный слон · g7 чёрный король · b6 чёрная пешка · c6 чёрная пешка · f6 чёрная пешка · g6 чёрный конь · a5 чёрная пешка · g5 чёрная пешка · a4 белая пешка · d4 белая пешка · e4 белая пешка · g4 белая пешка · h4 чёрная пешка · b3 белая пешка · e3 белый конь · h3 белая пешка · c2 белый слон · d2 белая ладья · f2 белый король · g2 белый конь · c1 белая ладья | 4 |
| 3 | e8 чёрная ладья · d7 чёрная ладья · e7 чёрный конь · f7 чёрный слон · g7 чёрный король · b6 чёрная пешка · c6 чёрная пешка · f6 чёрная пешка · g6 чёрный конь · a5 чёрная пешка · g5 чёрная пешка · a4 белая пешка · d4 белая пешка · e4 белая пешка · g4 белая пешка · h4 чёрная пешка · b3 белая пешка · e3 белый конь · h3 белая пешка · c2 белый слон · d2 белая ладья · f2 белый король · g2 белый конь · c1 белая ладья | e8 чёрная ладья · d7 чёрная ладья · e7 чёрный конь · f7 чёрный слон · g7 чёрный король · b6 чёрная пешка · c6 чёрная пешка · f6 чёрная пешка · g6 чёрный конь · a5 чёрная пешка · g5 чёрная пешка · a4 белая пешка · d4 белая пешка · e4 белая пешка · g4 белая пешка · h4 чёрная пешка · b3 белая пешка · e3 белый конь · h3 белая пешка · c2 белый слон · d2 белая ладья · f2 белый король · g2 белый конь · c1 белая ладья | e8 чёрная ладья · d7 чёрная ладья · e7 чёрный конь · f7 чёрный слон · g7 чёрный король · b6 чёрная пешка · c6 чёрная пешка · f6 чёрная пешка · g6 чёрный конь · a5 чёрная пешка · g5 чёрная пешка · a4 белая пешка · d4 белая пешка · e4 белая пешка · g4 белая пешка · h4 чёрная пешка · b3 белая пешка · e3 белый конь · h3 белая пешка · c2 белый слон · d2 белая ладья · f2 белый король · g2 белый конь · c1 белая ладья | e8 чёрная ладья · d7 чёрная ладья · e7 чёрный конь · f7 чёрный слон · g7 чёрный король · b6 чёрная пешка · c6 чёрная пешка · f6 чёрная пешка · g6 чёрный конь · a5 чёрная пешка · g5 чёрная пешка · a4 белая пешка · d4 белая пешка · e4 белая пешка · g4 белая пешка · h4 чёрная пешка · b3 белая пешка · e3 белый конь · h3 белая пешка · c2 белый слон · d2 белая ладья · f2 белый король · g2 белый конь · c1 белая ладья | e8 чёрная ладья · d7 чёрная ладья · e7 чёрный конь · f7 чёрный слон · g7 чёрный король · b6 чёрная пешка · c6 чёрная пешка · f6 чёрная пешка · g6 чёрный конь · a5 чёрная пешка · g5 чёрная пешка · a4 белая пешка · d4 белая пешка · e4 белая пешка · g4 белая пешка · h4 чёрная пешка · b3 белая пешка · e3 белый конь · h3 белая пешка · c2 белый слон · d2 белая ладья · f2 белый король · g2 белый конь · c1 белая ладья | e8 чёрная ладья · d7 чёрная ладья · e7 чёрный конь · f7 чёрный слон · g7 чёрный король · b6 чёрная пешка · c6 чёрная пешка · f6 чёрная пешка · g6 чёрный конь · a5 чёрная пешка · g5 чёрная пешка · a4 белая пешка · d4 белая пешка · e4 белая пешка · g4 белая пешка · h4 чёрная пешка · b3 белая пешка · e3 белый конь · h3 белая пешка · c2 белый слон · d2 белая ладья · f2 белый король · g2 белый конь · c1 белая ладья | e8 чёрная ладья · d7 чёрная ладья · e7 чёрный конь · f7 чёрный слон · g7 чёрный король · b6 чёрная пешка · c6 чёрная пешка · f6 чёрная пешка · g6 чёрный конь · a5 чёрная пешка · g5 чёрная пешка · a4 белая пешка · d4 белая пешка · e4 белая пешка · g4 белая пешка · h4 чёрная пешка · b3 белая пешка · e3 белый конь · h3 белая пешка · c2 белый слон · d2 белая ладья · f2 белый король · g2 белый конь · c1 белая ладья | e8 чёрная ладья · d7 чёрная ладья · e7 чёрный конь · f7 чёрный слон · g7 чёрный король · b6 чёрная пешка · c6 чёрная пешка · f6 чёрная пешка · g6 чёрный конь · a5 чёрная пешка · g5 чёрная пешка · a4 белая пешка · d4 белая пешка · e4 белая пешка · g4 белая пешка · h4 чёрная пешка · b3 белая пешка · e3 белый конь · h3 белая пешка · c2 белый слон · d2 белая ладья · f2 белый король · g2 белый конь · c1 белая ладья | 3 |
| 2 | e8 чёрная ладья · d7 чёрная ладья · e7 чёрный конь · f7 чёрный слон · g7 чёрный король · b6 чёрная пешка · c6 чёрная пешка · f6 чёрная пешка · g6 чёрный конь · a5 чёрная пешка · g5 чёрная пешка · a4 белая пешка · d4 белая пешка · e4 белая пешка · g4 белая пешка · h4 чёрная пешка · b3 белая пешка · e3 белый конь · h3 белая пешка · c2 белый слон · d2 белая ладья · f2 белый король · g2 белый конь · c1 белая ладья | e8 чёрная ладья · d7 чёрная ладья · e7 чёрный конь · f7 чёрный слон · g7 чёрный король · b6 чёрная пешка · c6 чёрная пешка · f6 чёрная пешка · g6 чёрный конь · a5 чёрная пешка · g5 чёрная пешка · a4 белая пешка · d4 белая пешка · e4 белая пешка · g4 белая пешка · h4 чёрная пешка · b3 белая пешка · e3 белый конь · h3 белая пешка · c2 белый слон · d2 белая ладья · f2 белый король · g2 белый конь · c1 белая ладья | e8 чёрная ладья · d7 чёрная ладья · e7 чёрный конь · f7 чёрный слон · g7 чёрный король · b6 чёрная пешка · c6 чёрная пешка · f6 чёрная пешка · g6 чёрный конь · a5 чёрная пешка · g5 чёрная пешка · a4 белая пешка · d4 белая пешка · e4 белая пешка · g4 белая пешка · h4 чёрная пешка · b3 белая пешка · e3 белый конь · h3 белая пешка · c2 белый слон · d2 белая ладья · f2 белый король · g2 белый конь · c1 белая ладья | e8 чёрная ладья · d7 чёрная ладья · e7 чёрный конь · f7 чёрный слон · g7 чёрный король · b6 чёрная пешка · c6 чёрная пешка · f6 чёрная пешка · g6 чёрный конь · a5 чёрная пешка · g5 чёрная пешка · a4 белая пешка · d4 белая пешка · e4 белая пешка · g4 белая пешка · h4 чёрная пешка · b3 белая пешка · e3 белый конь · h3 белая пешка · c2 белый слон · d2 белая ладья · f2 белый король · g2 белый конь · c1 белая ладья | e8 чёрная ладья · d7 чёрная ладья · e7 чёрный конь · f7 чёрный слон · g7 чёрный король · b6 чёрная пешка · c6 чёрная пешка · f6 чёрная пешка · g6 чёрный конь · a5 чёрная пешка · g5 чёрная пешка · a4 белая пешка · d4 белая пешка · e4 белая пешка · g4 белая пешка · h4 чёрная пешка · b3 белая пешка · e3 белый конь · h3 белая пешка · c2 белый слон · d2 белая ладья · f2 белый король · g2 белый конь · c1 белая ладья | e8 чёрная ладья · d7 чёрная ладья · e7 чёрный конь · f7 чёрный слон · g7 чёрный король · b6 чёрная пешка · c6 чёрная пешка · f6 чёрная пешка · g6 чёрный конь · a5 чёрная пешка · g5 чёрная пешка · a4 белая пешка · d4 белая пешка · e4 белая пешка · g4 белая пешка · h4 чёрная пешка · b3 белая пешка · e3 белый конь · h3 белая пешка · c2 белый слон · d2 белая ладья · f2 белый король · g2 белый конь · c1 белая ладья | e8 чёрная ладья · d7 чёрная ладья · e7 чёрный конь · f7 чёрный слон · g7 чёрный король · b6 чёрная пешка · c6 чёрная пешка · f6 чёрная пешка · g6 чёрный конь · a5 чёрная пешка · g5 чёрная пешка · a4 белая пешка · d4 белая пешка · e4 белая пешка · g4 белая пешка · h4 чёрная пешка · b3 белая пешка · e3 белый конь · h3 белая пешка · c2 белый слон · d2 белая ладья · f2 белый король · g2 белый конь · c1 белая ладья | e8 чёрная ладья · d7 чёрная ладья · e7 чёрный конь · f7 чёрный слон · g7 чёрный король · b6 чёрная пешка · c6 чёрная пешка · f6 чёрная пешка · g6 чёрный конь · a5 чёрная пешка · g5 чёрная пешка · a4 белая пешка · d4 белая пешка · e4 белая пешка · g4 белая пешка · h4 чёрная пешка · b3 белая пешка · e3 белый конь · h3 белая пешка · c2 белый слон · d2 белая ладья · f2 белый король · g2 белый конь · c1 белая ладья | 2 |
| 1 | e8 чёрная ладья · d7 чёрная ладья · e7 чёрный конь · f7 чёрный слон · g7 чёрный король · b6 чёрная пешка · c6 чёрная пешка · f6 чёрная пешка · g6 чёрный конь · a5 чёрная пешка · g5 чёрная пешка · a4 белая пешка · d4 белая пешка · e4 белая пешка · g4 белая пешка · h4 чёрная пешка · b3 белая пешка · e3 белый конь · h3 белая пешка · c2 белый слон · d2 белая ладья · f2 белый король · g2 белый конь · c1 белая ладья | e8 чёрная ладья · d7 чёрная ладья · e7 чёрный конь · f7 чёрный слон · g7 чёрный король · b6 чёрная пешка · c6 чёрная пешка · f6 чёрная пешка · g6 чёрный конь · a5 чёрная пешка · g5 чёрная пешка · a4 белая пешка · d4 белая пешка · e4 белая пешка · g4 белая пешка · h4 чёрная пешка · b3 белая пешка · e3 белый конь · h3 белая пешка · c2 белый слон · d2 белая ладья · f2 белый король · g2 белый конь · c1 белая ладья | e8 чёрная ладья · d7 чёрная ладья · e7 чёрный конь · f7 чёрный слон · g7 чёрный король · b6 чёрная пешка · c6 чёрная пешка · f6 чёрная пешка · g6 чёрный конь · a5 чёрная пешка · g5 чёрная пешка · a4 белая пешка · d4 белая пешка · e4 белая пешка · g4 белая пешка · h4 чёрная пешка · b3 белая пешка · e3 белый конь · h3 белая пешка · c2 белый слон · d2 белая ладья · f2 белый король · g2 белый конь · c1 белая ладья | e8 чёрная ладья · d7 чёрная ладья · e7 чёрный конь · f7 чёрный слон · g7 чёрный король · b6 чёрная пешка · c6 чёрная пешка · f6 чёрная пешка · g6 чёрный конь · a5 чёрная пешка · g5 чёрная пешка · a4 белая пешка · d4 белая пешка · e4 белая пешка · g4 белая пешка · h4 чёрная пешка · b3 белая пешка · e3 белый конь · h3 белая пешка · c2 белый слон · d2 белая ладья · f2 белый король · g2 белый конь · c1 белая ладья | e8 чёрная ладья · d7 чёрная ладья · e7 чёрный конь · f7 чёрный слон · g7 чёрный король · b6 чёрная пешка · c6 чёрная пешка · f6 чёрная пешка · g6 чёрный конь · a5 чёрная пешка · g5 чёрная пешка · a4 белая пешка · d4 белая пешка · e4 белая пешка · g4 белая пешка · h4 чёрная пешка · b3 белая пешка · e3 белый конь · h3 белая пешка · c2 белый слон · d2 белая ладья · f2 белый король · g2 белый конь · c1 белая ладья | e8 чёрная ладья · d7 чёрная ладья · e7 чёрный конь · f7 чёрный слон · g7 чёрный король · b6 чёрная пешка · c6 чёрная пешка · f6 чёрная пешка · g6 чёрный конь · a5 чёрная пешка · g5 чёрная пешка · a4 белая пешка · d4 белая пешка · e4 белая пешка · g4 белая пешка · h4 чёрная пешка · b3 белая пешка · e3 белый конь · h3 белая пешка · c2 белый слон · d2 белая ладья · f2 белый король · g2 белый конь · c1 белая ладья | e8 чёрная ладья · d7 чёрная ладья · e7 чёрный конь · f7 чёрный слон · g7 чёрный король · b6 чёрная пешка · c6 чёрная пешка · f6 чёрная пешка · g6 чёрный конь · a5 чёрная пешка · g5 чёрная пешка · a4 белая пешка · d4 белая пешка · e4 белая пешка · g4 белая пешка · h4 чёрная пешка · b3 белая пешка · e3 белый конь · h3 белая пешка · c2 белый слон · d2 белая ладья · f2 белый король · g2 белый конь · c1 белая ладья | e8 чёрная ладья · d7 чёрная ладья · e7 чёрный конь · f7 чёрный слон · g7 чёрный король · b6 чёрная пешка · c6 чёрная пешка · f6 чёрная пешка · g6 чёрный конь · a5 чёрная пешка · g5 чёрная пешка · a4 белая пешка · d4 белая пешка · e4 белая пешка · g4 белая пешка · h4 чёрная пешка · b3 белая пешка · e3 белый конь · h3 белая пешка · c2 белый слон · d2 белая ладья · f2 белый король · g2 белый конь · c1 белая ладья | 1 |
|   | a | b | c | d | e | f | g | h |   |

В партии М. Ботвинник — Т. Петросян (матч на первенство мира, 1963) у белых на первый взгляд сильный пешечный центр, что обеспечивает им перевес в пространстве и большую свободу манёвра. Однако в распоряжении чёрных есть хорошая возможность — подрыв пешечного центра, который позволяет им получить неплохую игру по чёрным полям. 42. … с5! 43.d5 Ke5 44.Лcf1? Следовало играть 44.Кс4 К:с4 45.bc Cg6 46.е5 или 45. … Кс8 46.е5! Жертвой пешки (подрывая пешечную цепь чёрных) белые получили бы возможность активизировать фигуры и имели бы все основания рассчитывать на ничью. 44. … Cg6 45.Kpe1 Kc8 46.Лdf2 Лf7 47.Kpd2 Kd6 48.Kf5+ С:f5 49.ef c4! 50.Лb1 b5! Ярко выраженная идея подрыва пешечной структуры белых на ферзевом фланге. Инициатива полностью переходит к чёрным: 51.b4 с3+! 52.Кр: с3 Лс7+ 53.Kpd2 Kec4+ 54.Kpd1 Ка3 55.Лb2 Kdc4 56.Ла2 ab 57.ab К:b5 58.Ла6 Кс3+ 59.Kpc1 К:d5 60.Са4 Лес8 61.Ke1 Kf4, 0 : 1.
Подрыв центра — одно из наиболее эффективных средств современных дебютных стратегий; в ряде
актуальных дебютов (например, защиты Алехина, Грюнфельда, Пирца — Уфимцева, волжский гамбит) чёрные позволяют белым создать крепкий пешечный центр, а затем подрывают его при помощи фланговых пешечных операций.